# Aspergil

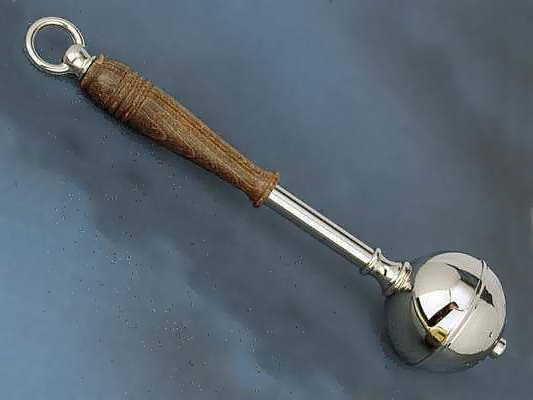
Aspergil

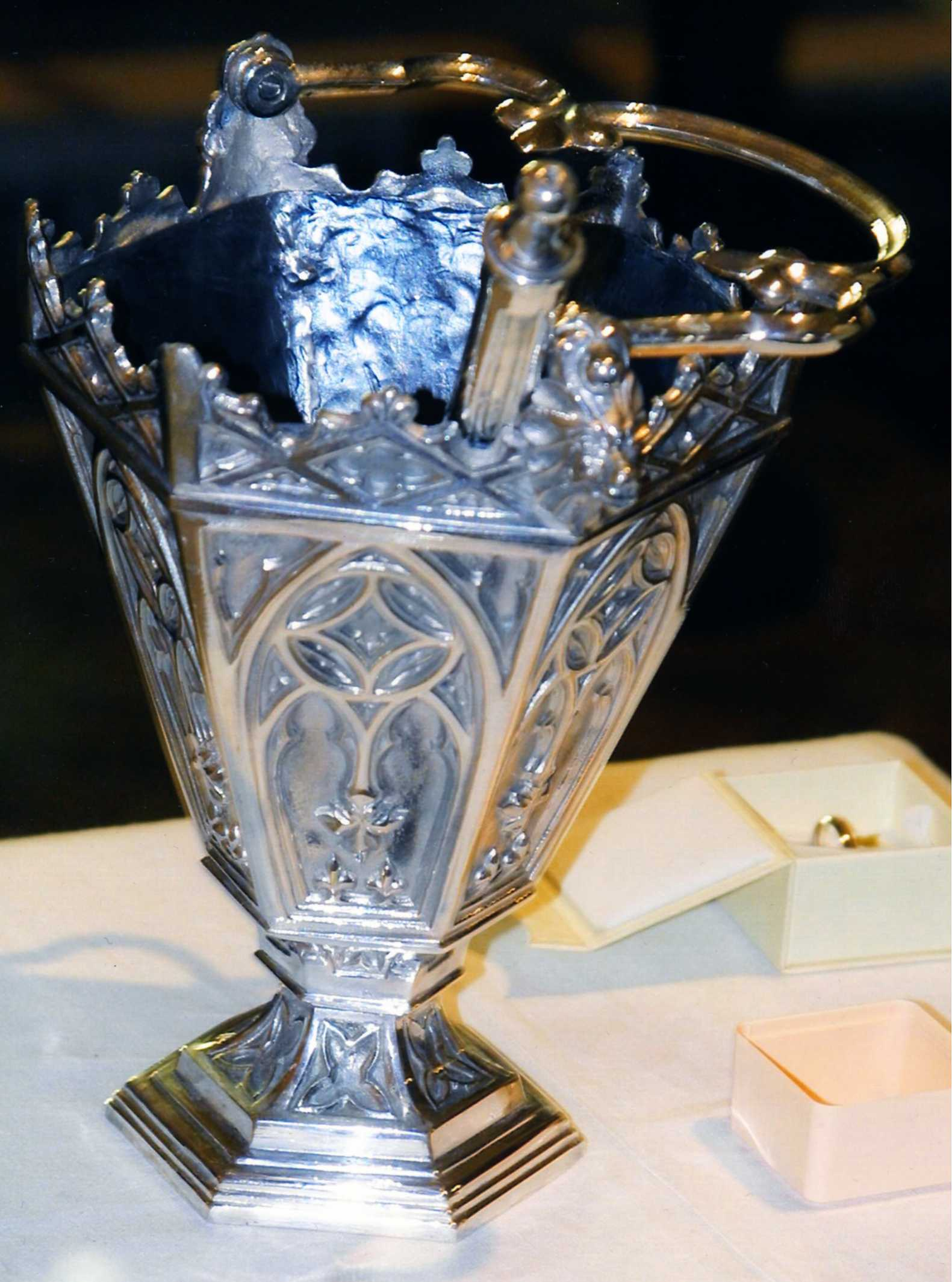
Aspergil i ett aspersorium av silver

En aspergil, även kallad aspergillum, aspergilium eller vigvattenkvast, är ett liturgiskt redskap som används för att sprida vigvatten. Namnet kommer av latinets aspergere, sprida.
Den har två huvudsakliga utformningar: dels en borstliknande kvast som doppas i vatten och sedan skakas, dels en perforerad kula i änden av ett kort handtag. Vissa aspergiler har svampar eller små behållare som ger ifrån sig vigvatten då de skakas, medan andra emellanåt måste doppas i ett aspersorium, en hink för vigvatten. Inom konsthistoria kallas aspersoriet för situla.
En aspergil används i romersk-katolska och anglikanska liturgier, inklusive vid dop och under påsken. Bruket att stänka vigvatten förekommer även i Svenska kyrkan. Dessutom används aspergilen vid välsignelsen av mässljusen på Kyndelsmässodagen och av palmkvistarna på Palmsöndagen. Om den avlidnes kista finns med då ett requiem uppföres, stänker prästen vigvatten på kistan. Aspergilen kan också användas vid en mängd andra ceremonier där användande av vigvatten är lämpligt, till exempel vid välsignelsen av ett hem, där prästen välsignar alla rum i ett hem.
Den ortodoxa kyrkans utformning av aspergilen är något annorlunda. I den grekisk-ortodoxa kyrkan är aspergilen, här kallad randistiron, utformad som ett kärl på fot med ett toppigt lock. Själva toppen är perforerad för att prästen skall kunna stänka vigvatten (agiasmos) över det som skall välsignas. I den rysk-ortodoxa kyrkan är aspergilen utformad som en hårviska av tyg eller hår. Ibland används kvistar av basilika som aspergil. I några av de orientaliskt ortodoxa kyrkorna använder man inte en aspergil, utan prästen stänker vigvattnet med sin högra hand.

### Översättning
Den här artikeln är helt eller delvis baserad på material från engelskspråkiga Wikipedia.